# Science politique
Pour les articles homonymes, voir Sciences Po.
La science politique ou politologie est une discipline académique qui étudie les phénomènes politiques. L'objet de la science politique est celle de l'étude scientifique qui s'intéresse aux phénomènes relatifs à l'État. En d'autres termes, la science politique est dite comme la science du gouvernement des États. La science politique est l'une des disciplines des sciences sociales.
La science politique recouvre la théorie politique, l'analyse des systèmes politiques et des régimes, le droit constitutionnel comparé, la sociologie politique, la science administrative, les relations internationales. Certains auteurs y ajoutent les études stratégiques.
Parmi les sous-disciplines les plus importantes, mentionnons : la philosophie politique, les relations internationales, la sociologie politique, la politique comparée, la théorie politique, l'administration publique, les politiques publiques et le droit public.

## Histoire

### Antiquité
La réflexion sur le problème politique remonte aux Ve – IVe siècles av. J.-C., avec des philosophes, tels Platon (-427 à -347) et Aristote (-384 à -322) ou des historiens tels Thucydide (-460 à -395) qui commencent à théoriser les affaires de la Cité, ce qui se rapporte par extension à la science du gouvernement.
Dans la Pensée chinoise de Marcel Granet, l'art politique date des « écoles confucéennes ». L'administration publique chinoise est la plus ancienne (le « mandarinat ») et commence à cette époque. En Europe, la science politique emprunte aux méthodes et aux thèmes des sciences sociales telles que la sociologie, le droit ou la psychologie.

### Moyen Âge
La science politique en tant qu'objet n'existe pas au Moyen Âge. Néanmoins, la pensée « politique » est alimentée par un certain nombre de paradigmes. La religion et les controverses qui lui sont liées en est un. La féodalité et ses évolutions en est un autre. Quel que soit l'espace considéré, le roi, ou l'empereur, par ailleurs un cas très particulier, sont les figures centrales du pouvoir délégué par Dieu et duquel émane tous les autres pouvoirs. Cette figure est constamment concurrencée dans son rôle d'ordonnateur de l'espace politique par la figure papale, en construction tout au long de la période et qui finira par revendiquer une prééminence sur l'ensemble des princes, avant de disparaître momentanément et d'être soumise au travers des déchirures qui lui sont imposées au XIVe siècle. Querelle des Investitures, Césaropapisme et Schisme d'Occident sont les traits saillants de la période marquant profondément la lecture que l'on peut faire du fait politique et de la pensée qui l'accompagne en Occident au Moyen Âge.
L'augustinisme, en opposition avec le thomisme, lui-même teinté d'aristotélisme, marquèrent la période de leur empreinte. La synthèse scolastique imprègne alors tous les débats de l'Occident Chrétien, durant des siècles et sert de fondement philosophique à toute discussion sur la nature des pouvoirs, quels qu'ils soient. Pour Thomas d'Aquin, dans le commentaire qu'il fait de l'épître de Paul aux Romains, « le pouvoir des princes, en tant qu'il est précisément un pouvoir, vient de Dieu ». Dans le Commentaire des Sentences, il écrit que « le pouvoir spirituel et le pouvoir temporel viennent l'un et l'autre du pouvoir divin ». Jean de Salisbury, dans le Policraticus, aborde la question de la responsabilité des rois vis-à-vis de leurs sujets (même s'il défend le droit de ceux-ci à punir les responsables de lèse-majesté), soumis qu'ils sont à la volonté de Dieu et de l'Église et pourrait bien être l'un des premiers à envisager la possibilité du tyrannicide. Saint Bonaventure, quant à lui, conciliait l'origine divine de l'autorité et le système électif ; il soulignait les dangers du système héréditaire et insistait sur l'idée que généralement les chefs élus sont les meilleurs. Cependant, il considérait que cette élection n'était qu'une simple désignation et qu'il appartenait à Dieu, c'est-à-dire au pouvoir spirituel représentant Dieu, de conférer le pouvoir au chef ainsi désigné. Mentionnons également Raymond Lulle, dont l'œuvre imposante inclut l’Artificium electionis personarum (1247-1283) ou De arte electionis (1299), descriptions de systèmes de vote préfigurant les redécouvertes du XVIIIe siècle en la matière. Un juridisme précoce s'insère également dans le débat, tant du côté de l'Église que de celui du pouvoir temporel. On peut citer l'éminent cas de Nogaret, juriste qui, au service du roi de France, Philippe le Bel, « renversera », la papauté.
Deux figures originales viennent bouleverser peu ou prou les conceptions du temps et, en définitive, appuyer les prétentions impériales au détriment de la papauté : Marsile de Padoue, qui distingue strictement la morale religieuse (basée sur l'Évangile) de la morale politique ou morale naturelle (fondée sur la conception aristotélicienne), il distingue totalement la foi et la raison et fait l'apologie de la monarchie élective; et Guillaume d'Ockham qui considère que le pouvoir temporel est d'un autre ordre que le pouvoir spirituel, se plaçant ainsi dans une logique de séparation précoce entre le spirituel et le temporel. Le premier est issu de la culture italienne, à une époque où se développent les cités-états, dont les rivalités feront naître la pensée de celui qui marquera la période suivante de son empreinte indélébile: Machiavel. C'est bien dans ce contexte italien qu'il faut replacer l'élection dont Marsile de Padoue se fait le chantre.

### Renaissance

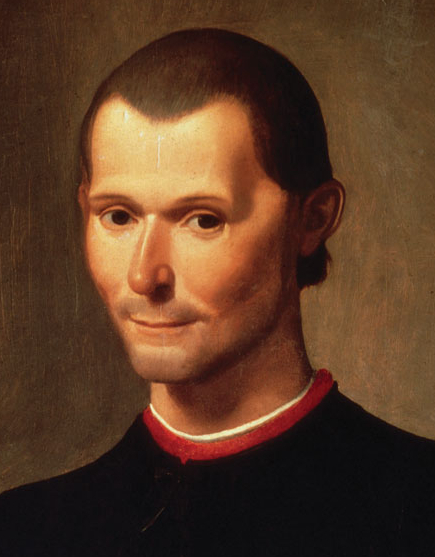
Nicolas Machiavel, un des théoriciens politiques d'influence.

Machiavel illustra le premier la pratique parfaitement empirique que ses contemporains avaient de la politique. Il s'intéresse essentiellement à la technique, aux mécanismes des gouvernements et de la gouvernance, ne voyant en la vertu et la religion que des moyens pour gouverner. Il n'étudie pas tant la question de la légitimité du pouvoir que les moyens de son établissement et de sa conservation : il aborde ainsi l'objet politique comme un art (celui d'instaurer et de maintenir un pouvoir), et non comme une "science" politique au sens où nous l'entendons aujourd'hui. Son mérite fut d'envisager la politique d'une manière non plus métaphysique, mais pratique. Son influence fut considérable en cela qu'elle permit de répandre le goût de la science politique et l'habitude de l'étudier d'un point de vue historique[réf. souhaitée].
Nombre de penseurs des siècles suivants peuvent lui être rattachés, soit qu'ils en furent les héritiers directs, soit qu'ils lui empruntèrent sa méthode. Francesco Guicciardini, Paolo Paruta, Giovanni Botero, qui le premier mentionne l'expression « raison d'État », la moralité en sus, s'inspirèrent de ses écrits. Scioppius, Juste Lipse, Fra Paolo sont également de ses continuateurs. Son influence serait sensible jusque chez René Descartes et d'autres auteurs du XVIIe siècle. Le Testament de Richelieu porte sa marque, et dans une certaine mesure, toute la politique de la monarchie absolue peut lui être rattachée. Il rendit à la politique le service de la détacher entièrement de l'utopie et de la religion. Par contrecoup, le rejet de l'étude mesquine des procédés contemporains permit à des courants d'idées totalement différents et novateurs d'émerger[réf. souhaitée].

### Les Lumières
Ce siècle si particulier a vu naître et proliférer certains des plus grands maîtres de la pensée, tels que Rousseau, Voltaire, Condorcet, Diderot, Kant, pour ne citer que ceux-là. Tous, d'une façon ou d'une autre ont questionné la chose politique et l'exercice du pouvoir. De façon directe ou indirecte ils ont su insuffler un esprit nouveau, critique et emprunt d'idéalisme qui a à jamais bouleversé nos conceptions de la Res Publica et de la façon dont le pouvoir doit s'exercer. La souveraineté populaire, cette grande conquête de la Révolution Française, événement ou série d’événements déterminant(s) pour l'avenir de toutes les constructions politiques, à elle seule est un concept fondateur alors redécouvert et transmis à la postérité de l'élaboration des institutions, qui, en surgissant dans le champ de la pensée politique européenne aura, et pour longtemps, bouleversé tous les équilibres. Nombreux furent donc les penseurs, à cette époque, qui préparèrent par leurs œuvres les bouleversements à venir.

### XIXesiècle: naissance de la science politique moderne
La science politique moderne est une discipline relativement récente, dont certains datent l'émergence (du moins en ce qui concerne la science politique moderne), au XVIe siècle avec Nicolas Machiavel
La langue anglaise distingue political scientist et policy analyst. Le premier analyse la politique (politics), le second élabore les politiques publiques (policies). Auparavant la formation en science politique était réalisée dans les facultés de droit. La formation en « Économie politique » était également proposée par les facultés de droit. La science politique se ramifie alors en trois grandes branches : administration publique, relations internationales, études militaires et stratégiques.
Mais ce n'est véritablement qu'au milieu du XIXe siècle que naissent les sciences sociales et parmi elles la science politique, surtout grâce aux changements liés à l'ère industrielle. Cette industrialisation donne naissance à une science sociale indépendante. C'est aussi la fin des grandes explorations, on cherche davantage à comprendre le monde et son fonctionnement. Les positivistes mettent en question les explications divines de la société. Jusque lors, les hommes de science, à l'image du Pic de la Mirandole, se devaient de connaître toutes les sciences. Au XIXe siècle, ils se spécialisent dans des domaines particuliers.
Il s'opère une scission de l'économie et de la politique. L'État se développe et acquiert au fil du temps de nouvelles compétences, d'où un développement de l'administration. Sa complexification va de pair avec sa bureaucratisation comme l'ont noté Max Weber dans Économie et société, ainsi qu'Émile Durkheim dans De la division du travail social.
Dans une société connaissant de profondes transformations, la science politique, à l'image des autres sciences sociales, pense l'organisation des sociétés et des gouvernements. La discipline demeure toutefois peu reconnue, et Durkheim considère ce que l'on appelle alors au pluriel les « sciences politiques » de « spéculations bâtardes, moitié science et moitié art ».

### XXesiècle

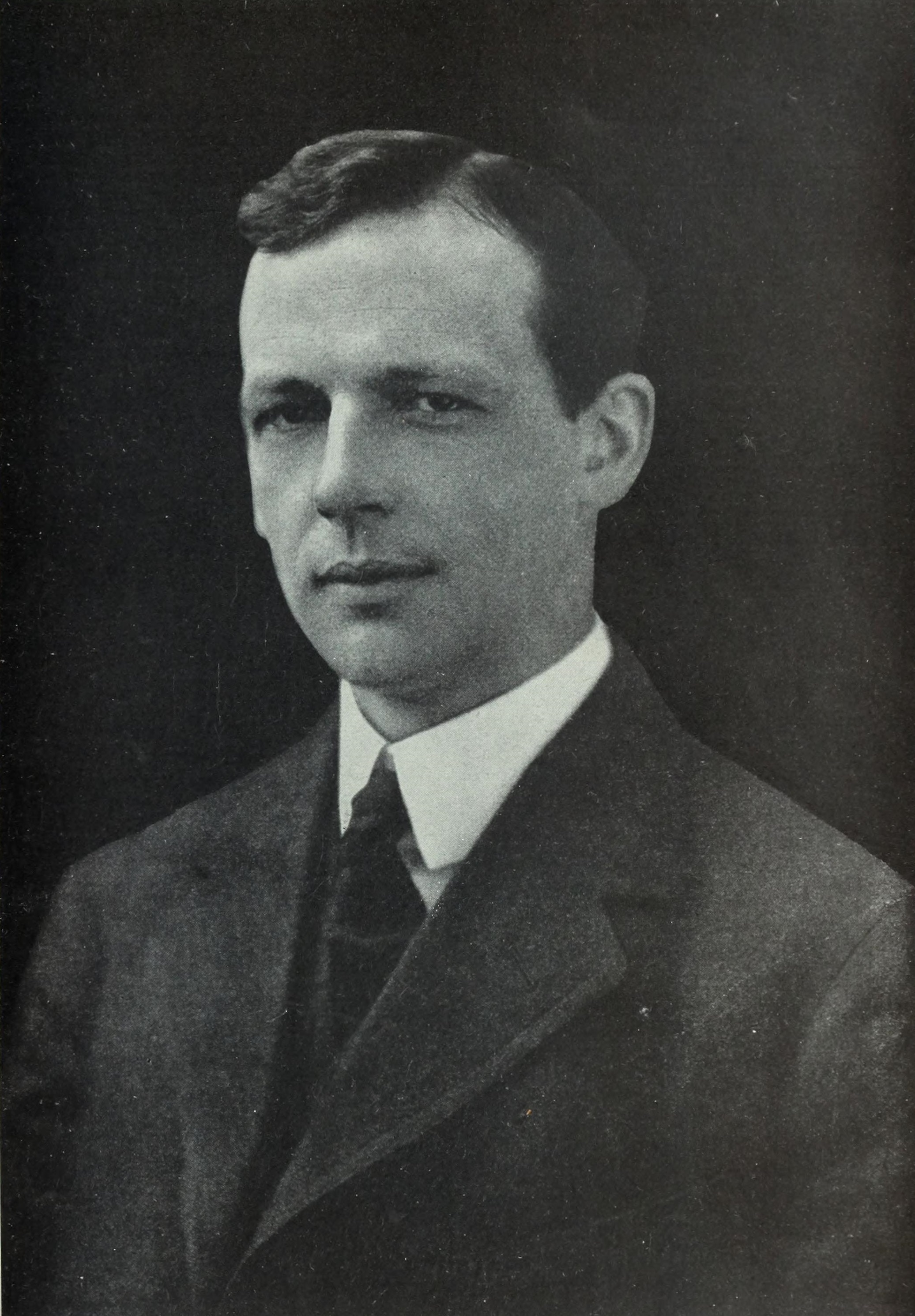
Charles Edward Merriam (1874-1953) est le fondateur de l'approche behavioriste en sciences politiques et le fondateur du Social Science Research Council (1923).

Pendant que la science politique évolue aux États-Unis, il y a stagnation en Europe durant l'entre-deux guerres, notamment en raison de la présence de régimes autoritaires. Le développement aux États-Unis est stimulé par l'absence de contraintes et par la venue d'un certain nombre de scientifiques réfugiés (allemands, anglais, italiens, autrichiens). Les travaux de cette époque sont illustrés par de grandes figures telles que Seymour Martin Lipset ou Reinhard Bendix. Ils ont pour principal objet la stratification sociale.
Dès 1945, la science politique entre dans une nouvelle phase de son développement, il y a accord sur toute une série d'objets d'étude qui forment le champ de la science politique, il y a une revendication commune de l'expression « science politique », émergence de vecteurs de distribution des résultats des recherches.
The Civic Culture (1963), de Gabriel Almond et Sidney Verba, donna lieu à l'une des premières enquêtes transnationales à grande échelle en sciences politiques et popularisa la pratique des études comparatives.

## Objets et concepts

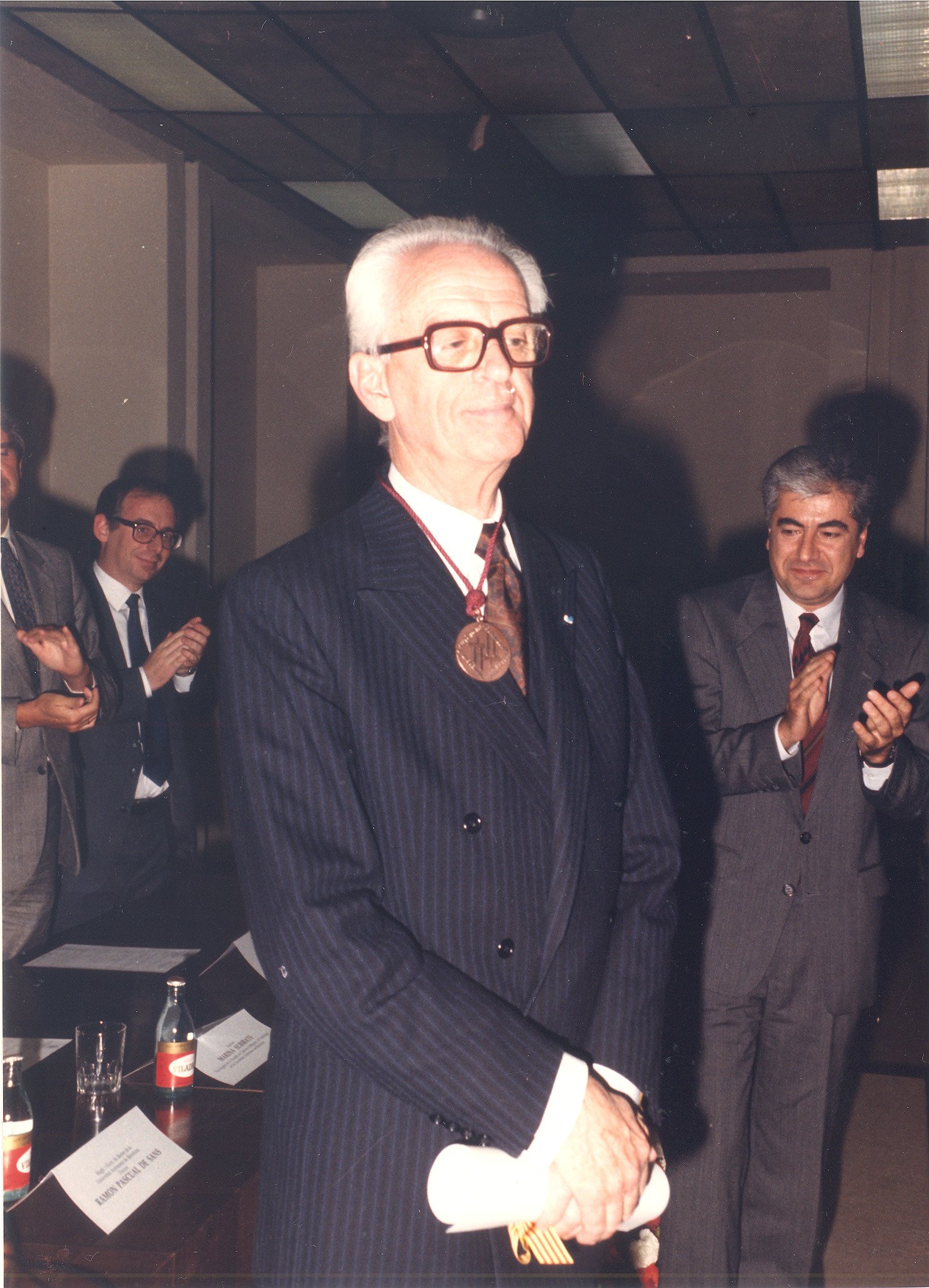
Maurice Duverger (1917-2014) est un politologue français connu pour ses travaux sur les systèmes électoraux et notamment la loi de Duverger.

Bien que cette discipline découle des sciences sociales puisqu’elle aborde plusieurs aspects appartenant aux phénomènes sociaux comme ceux de la population ou du territoire, elle fait avant tout l’étude des phénomènes appartenant au pouvoir. De ce fait, dans l’étude de la science politique, on y analyse les éléments qualifiés de juridiques et administratifs qui sont présents dans l’État. On y étudie les rapports d’autorités et des moyens utilisés par le gouvernement pour parvenir à exercer son pouvoir afin d’assurer un équilibre commun dans la population et le territoire. La science politique s’intéresse donc aux diverses activités politiques comme les différents processus mis à l’œuvre afin d’exercer son pouvoir, les acteurs de gouvernement, les comportements qui y sont associés, les institutions et les lois…
De plus, bien que cette discipline s’intéresse principalement à l’étude de l’État moderne, elle reconnaît que l’enseignement de la tradition historique et philosophique de la politique est vital afin d’arriver à une compréhension de la nature humaine et politique, mais aussi pour d’autres domaines comme le commerce et les échanges. En conséquence, un autre objet de l’étude de la science politique est celui de l’économie politique et ou l’économie sociale sachant que l’État est un acteur important dans l’économie dans la mesure où il crée des institutions publiques supranationales dans l’intérêt d’assister le mouvement économique.
| - Action publique en droit pénal français - Bureaucratie - Communication politique - Décorations et distinctions - Discours politiques | - Élites - État - Gouvernement - Groupe de pression - Mises en scène du politique | - Mobilisations collectives - Parti politique - Politique publique - Populismes - Pouvoir politique | - Professionnalisation du politique - Régime politique - Sciences de gouvernement - Socialisation politique - Vote, Élections (volatilité électorale) |

## Méthodes
Les méthodes utilisées par la science politique sont principalement celles des sciences sociales. Les enquêtes de terrain ou recherches d'archives fondent les théories avancées par les auteurs. Dans les autres cas, le registre est celui de l'essai ou du commentaire politique.

### Méthode historique
La méthode historique ne consiste pas en une collection de dates et une succession d'évènements mais vise à retracer l'« histoire longue du politique » afin de mettre en lumière les « logiques sociales à l'œuvre dans la vie politique » à long terme.

### Méthodes quantitatives
La méthodologie politique désigne le domaine des sciences politiques consacré à l'application des méthodes quantitatives à la science politique. Ce domaine de recherche a émergé au cours des années 1980 notamment sous l'impulsion d'auteurs comme Gary King.

## Diffusion inégale de la science politique dans le monde
Selon le politologue autrichien Arno Tausch les données de l'OCLC WorldCat sur l'édition mondiale des 5 dernières années dans le domaine de la science politique montrent qu'il y a toujours une dominance de la langue anglaise dans la science politique. Avec le mot-clé "Political Science", pas moins de 505365 nouveaux titres avaient été enregistrés dans toutes les langues pour la période de 2016 à 2021, mais 69% ont été publiés en anglais, 4,2% en allemand, 1,8% en suédois et en français, 1,7% en arabe et 1,3% en espagnol.
Selon l'étude de Tausch, seul un petit groupe de tête de 4,1% des publications en langue anglaise a atteint > 500 bibliothèques au cours des 5 dernières années et un groupe tout aussi respectable de 17,5% de la production de livres de science politique a atteint 50 - 499 bibliothèques.
Tout aussi étonnantes sont les données disponibles sur la concentration encore existante de la production de connaissances. Des pays représentant seulement 5,4 % de la population mondiale accueillent la publication de 70,1 % des revues de sciences politiques de notre monde indexées dans Scopus. Les bibliothèques des pays du BRICS, le Brésil, la Russie, l'Inde et la Chine, qui comptent plus de 40 % de la population mondiale, n'ont accès qu'à une infime partie, moins de 1 % chacune, des 474974 ouvrages de l'OCLC WorldCat comportant le mot "science politique" dans le titre.
Sur les 16705 publications en série avec le mot-clé "science politique", pas moins de 11254 sont apparues en anglais, tandis que 772 revues sont apparues en allemand, 711 en français et 471 en chinois. Selon l'étude mentionnée, l'analyse de la répartition géographique des fonds documentaires mondiaux de la American Political Science Review, la revue officielle de l'association professionnelle de science politique la plus prestigieuse au monde, a révélé des détails vraiment choquants sur ce que Tausch appelle la diffusion mondiale limitée et la faible visibilité des connaissances en science politique aujourd'hui. La revue est actuellement disponible dans 1797 bibliothèques du monde entier, mais parmi ces exemplaires, seules 16 bibliothèques d'Amérique latine, 7 bibliothèques d'Afrique subsaharienne, 6 bibliothèques d'Asie intérieure (< 3600 km de Ulaanbaatar, Mongolie) et 7 bibliothèques d'Asie du Sud détiennent un abonnement à la revue. Les systèmes de bibliothèques étudiés en Albanie, en Algérie, aux Bahamas, au Bhoutan, en Bulgarie, en Colombie, au Costa Rica, à Cuba, à Chypre, en Estonie, en Géorgie, en Grèce, en Iran, au Kazakhstan, au Kosovo, en Lituanie, à Malte, au Mexique, en Moldavie, au Monténégro, en Namibie, en Macédoine du Nord, à Oman, au Panama, au Pérou, en Roumanie, en République slovaque, en Tunisie, en Ukraine, en Uruguay, au Vatican et au Venezuela comptaient chacun moins de 100 titres en anglais sur la "science politique".

## Revues spécialisées
- Revue française de science politique
- American Political Science Review
- American Journal of Political Science